# Slagsta gård

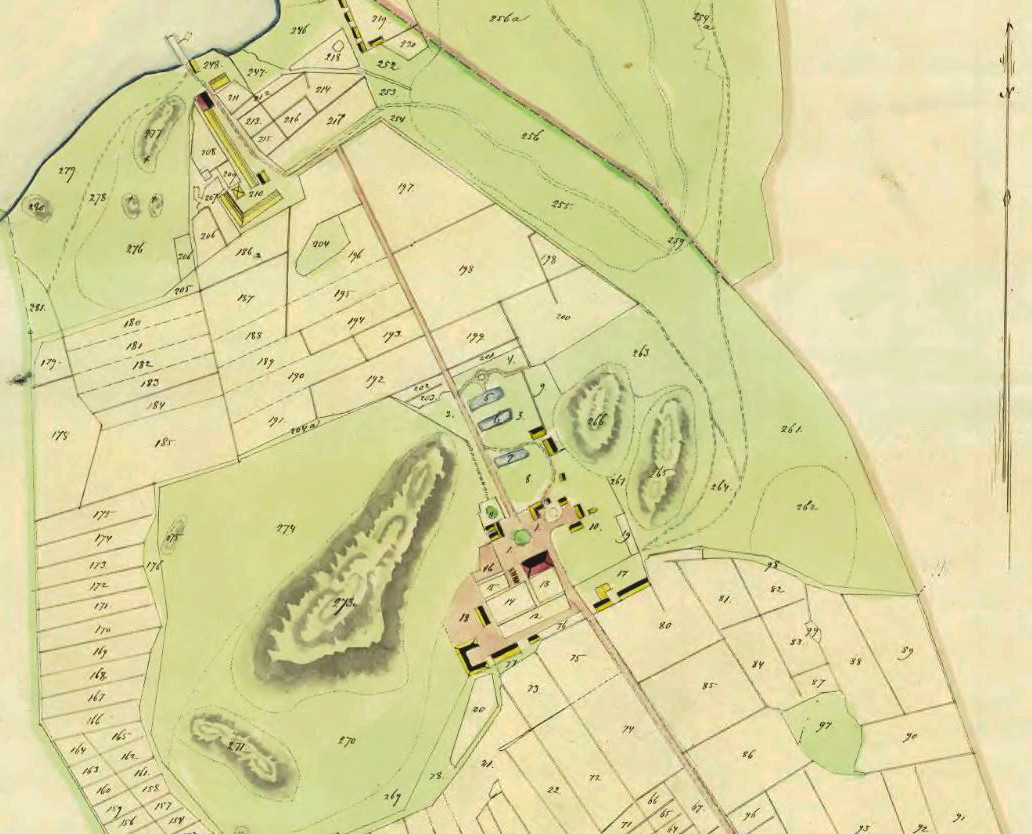
Slagsta gård 1863.

Slagsta gård är en anrik herrgård och tidigare säteri i Botkyrka socken i Botkyrka kommun, belägna inom Slagsta småhusområdets nordöstra del.

## Historik
Slagsta gård har anor ända från 1300-talet. En del av jorden disponerades av kyrkan eller av Sankt Botvids pastorat. Slagsta gård blev säteri på 1650-talet, då bodde landshövding Frans Crusebjörn tillsammans med sin hustru Gunilla Rosenstjerna på egendomen. Hon hade ärvt gården efter sin far. År 1785 köptes gården av friherre Johan Liljencrantz som även ägde Fittja gård, Norsborgs herrgård och Sturehovs slott. 1908 köpte Stockholms stad egendomen och sedan 1978 är Slagsta gård i Botkyrka kommuns ägo.
Dagens huvudbyggnad av sten med sin ljusgul putsade fasad uppfördes av brukspatron Frans Adam Björling på 1850-talet. Husets enkla form är ett exempel på senempirens byggnadsstil. Till huvudbyggnaden hör även två flygelbyggnader från 1700-talet, dessa är uppförda i trä. Den ena är privatbostad och i den andra håller sjöscoutkåren till. Delar av den omgivande parken finns fortfarande bevarade.
År 1911 inrättade Föreningen för sinnesslöa barns vård en skola på området. Skolbyggnaden uppfördes söder om mangårdsbyggnaden, där personalen bodde. 1973 revs skolhemmet. Idag används Slagsta gård som skoldaghem och som förenings- och fritidslokaler.

## Bilder

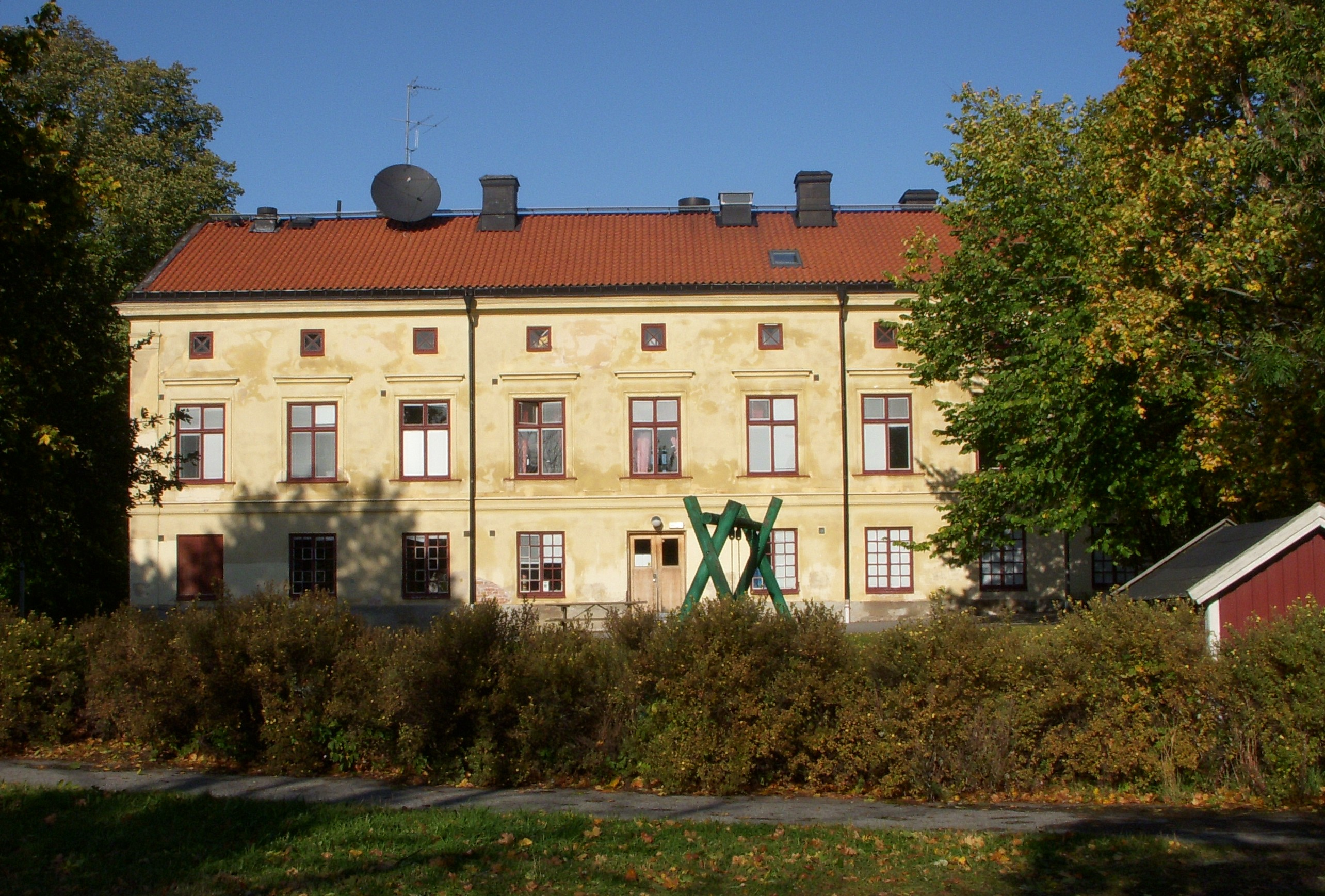
Slagsta gård, fasad mot syd
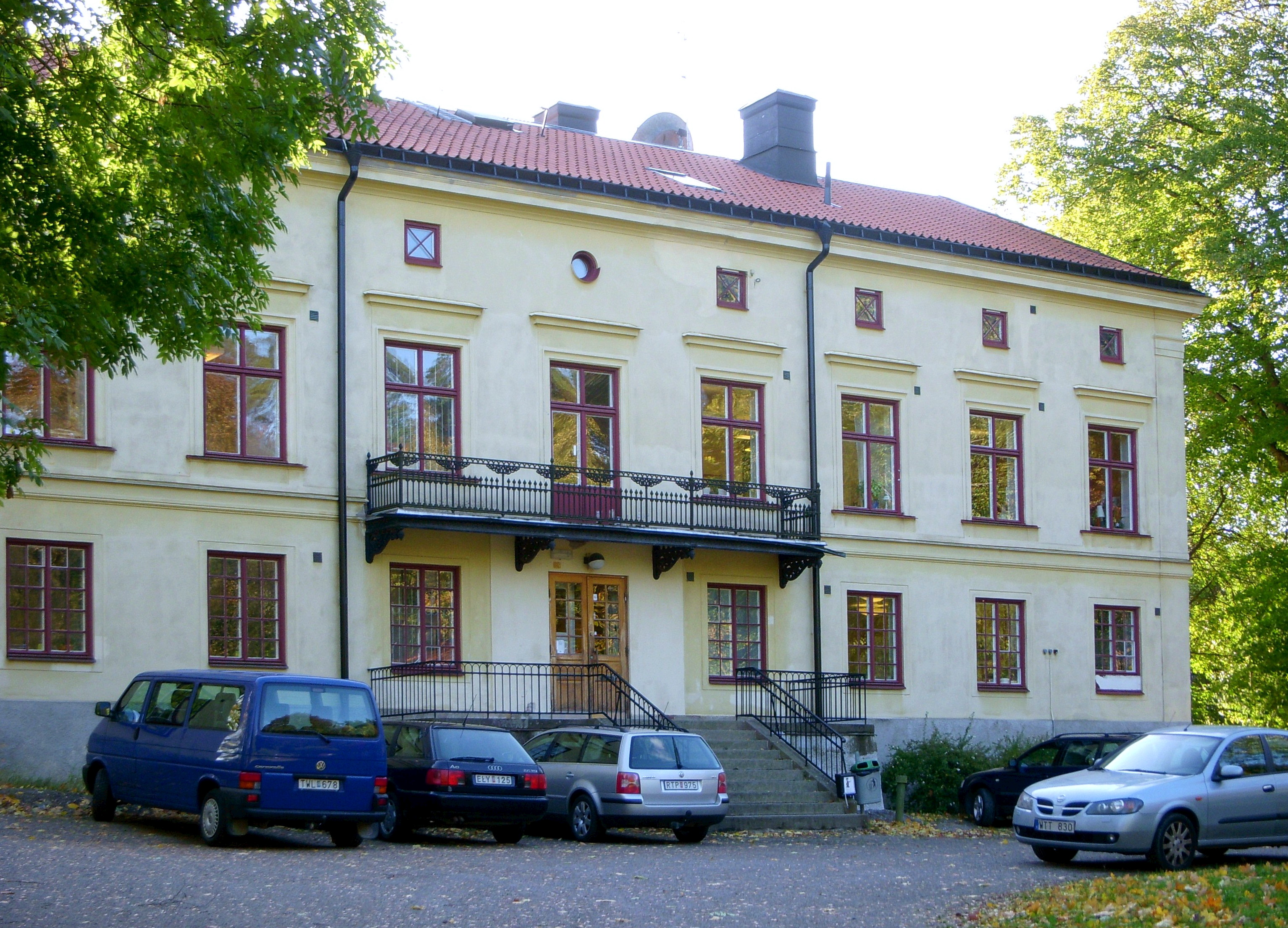
Slagsta gård, fasad mot norr
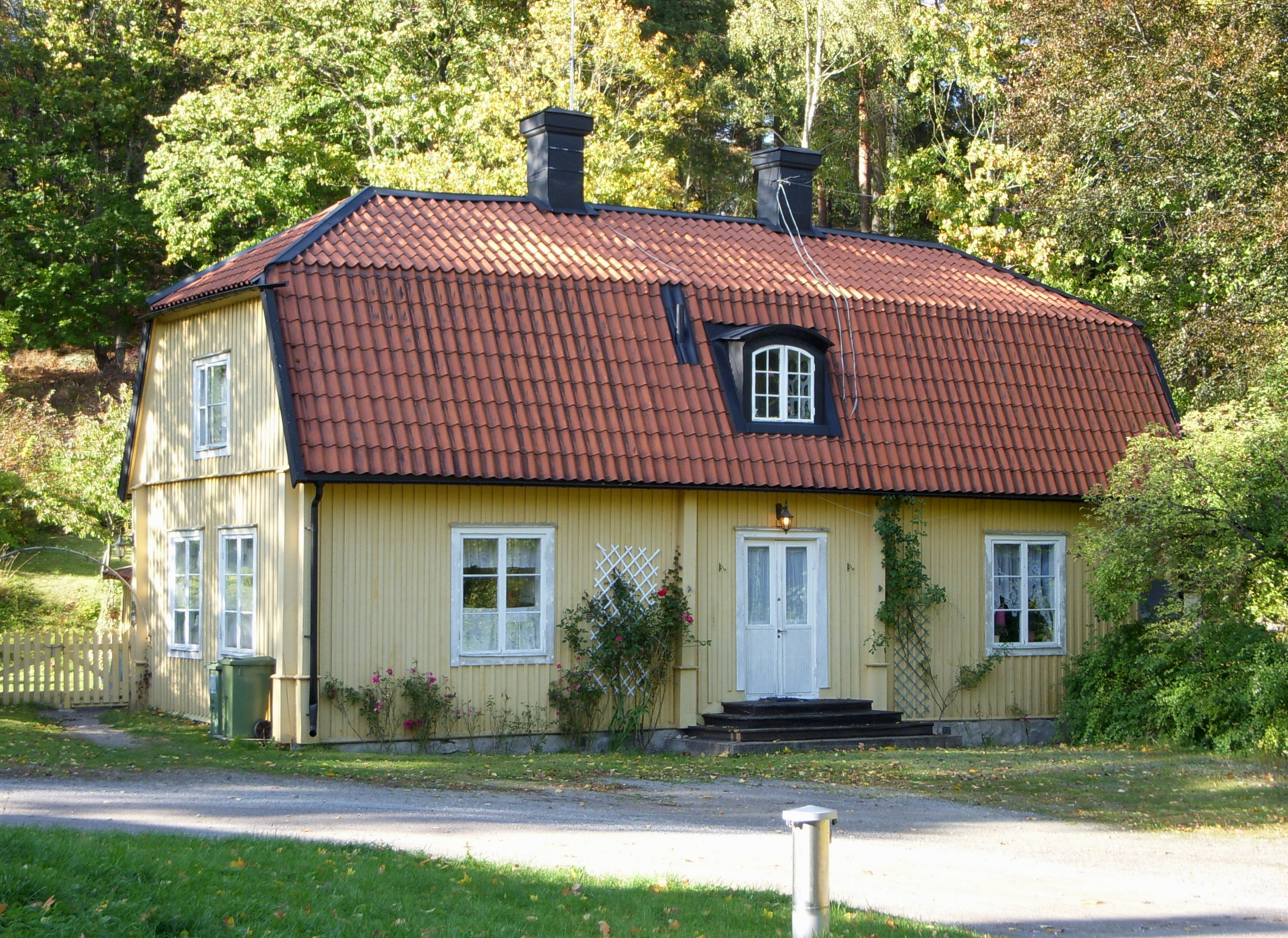
Flygelbyggnaden mot väst
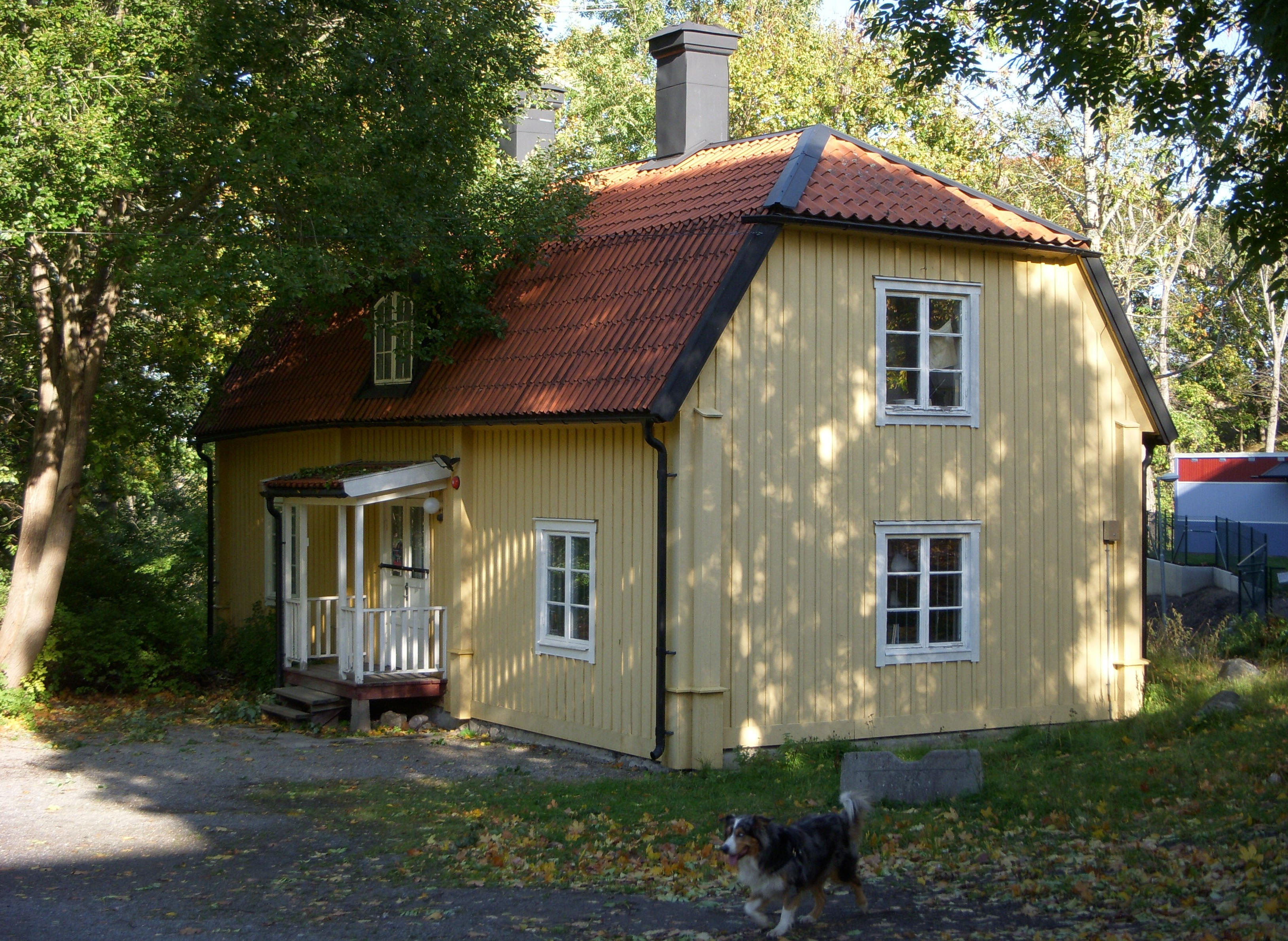
Flygelbyggnaden mot öst